# Китка (рид)
Вижте пояснителната страница за други значения на Китка.
Китка (или Узунджа баир) е нисък рид от крайните североизточни разклонения на Странджа, разположен на територията на Бургаска област.
Ридът се простира от югозапад на североизток на около 10 км, а ширината му е 3 – 4 км. На северозапад проломната долина на река Ропотамо го отделя от Медни рид, а на юг достига до широката долина на Дяволска река. На север, изток и югоизток (залива Стомопло) скалистите му склонове се спускат стръмно, на места отвесно към Черно море и завършват с ясно изразени носове – Коракя, Света Параскева, Бегликташ, Маслен нос и др.
Най-високата му точка връх Китка (214,7 м) се издига на около 4 км северно от град Приморско. Изграден е главно от плутонични скали. С малки изключения е гъсто обрасъл с широколистни гори. Отводнява се от малки рекички и дерета.
Североизточната му част попада в природния резерват „Ропотамо“, където е характерното скално образувание „Лъвската глава“. В източната му част се намира тракийското мегалитно светилище Бегликташ.
През рида от север на юг, на протежение от 4 км преминава участък от второкласен път № 99 Бургас – Царево – Малко Търново.

## Топографска карта
- Лист от карта K-35-56. Мащаб: 1 : 100 000.
- Лист от карта K-35-68. Мащаб: 1 : 100 000.